# 糙毛蓝刺头
糙毛蓝刺头（学名：Echinops setifer）为菊科蓝刺头属的植物。分布在日本、朝鲜以及中国大陆的河南、山东等地，多生在山坡，目前尚未由人工引种栽培。